# Matteo Ciacci
Matteo Ciacci (ur. 5 maja 1990 w Borgo Maggiore) – sanmaryński polityk, prawnik i deputowany do parlamentu od 2016. Od 1 kwietnia 2018 Kapitan regent San Marino wraz z Stefano Palmierim.

## Życiorys
Ciacci ukończył prawo na uniwersytecie w Urbino.
Ciacci jest jednym z założycieli „Ruchu Obywatelskiego 10”. Od 2009 do 2014 był członkiem Rady Miasta (Giunta di Castello) San Marino. W 2013 został wybrany przez parlament do Komisji Polityki Młodzieży. Od 2016 jest deputowanym do Wielkiej Rady Generalnej z ramienia Ruchu Obywatelskiego 10. Jest przewodniczącym grupy swojej partii w parlamencie, członkiem Komisji Finansów i Zdrowia, Komisji Antymafijnej oraz członkiem Rady Dwunastu. W latach 2013–2017 był koordynatorem Ruchu Obywatelskiego 10.
Matteo Giacci był dyrektorem sportowym klubu piłkarskiego Fiorentino Calcio.